# Koherens (fysik)
Koherens är en egenskap hos vågor som beskriver hur väl en vågs fas korrelerar över hela vågen (autokorrelation) eller med en annan vågs fas. Vill man alltså diskutera detta kvantitativt så pratar man om en vågs koherensgrad. Man skiljer mellan tidskoherens (longitudinell koherens) och rumslig (spatiell) koherens, alltså koherensgraden längs utbredningsriktningen respektive vinkelrätt därtill. 

## Longitudinell koherens
Vågor som har en hög grad av tidskoherens (stor koherenslängd) har konstant frekvens (monokromatisk) över en lång tid och har samma fas d.v.s. alla vågtoppar är maximala i samma punkt. Laser är ett ljus som är koherent.
Koherensen är inte samma sak som våglängdens monokromacitet. Exempelvis kan det röda ljuset vara monokromatiskt men ändå inkoherent, eftersom vågorna är i slumpvisa faser. Alla inkoherenta vågor har en mycket smal dispersion i sin Fouriertransformation. Men den kan inte vara för smal, eftersom ljuset då skulle vara koherent. Vitt ljus är alltid inkoherent; dels för att vågornas faser skiljer sig åt, dels för att vitt ljus består av strålning med många olika våglängder.
a) Vågorna är både i fas och av samma frekvens (koherent monokromatiskt)
b) Vågorna har samma frekvens men olika faser (monokromatiskt)
c) Vågorna har olika faser och olika frekvenser (inkoherent)